# Тамај (Порденоне)
Тамај је насеље у Италији у округу Порденоне, региону Фурланија-Јулијска крајина.
Према процени из 2011. у насељу је живело 1783 становника. Насеље се налази на надморској висини од 19 м.